# GT Academy
La GT Academy (nota anche come Nissan PlayStation GT Academy e NISMO PlayStation GT Academy come parte della partnership Nissan) è stato un programma televisivo prodotto da Grand Central Entertainment e finanziato da Nissan e Sony Interactive Entertainment dal 2008 al 2016. L'Academy ha offerto a giocatori esperti del videogioco Gran Turismo l'opportunità di intraprendere una carriera agonistica professionale nella vita reale con Nissan.

## Storia
La GT Academy è stata concepita nel 2006 dall'ex dirigente di Nissan Europa Darren Cox per aiutare i videogiocatori di giochi di corse per PlayStation a diventare piloti professionisti. Nello stesso anno si è tenuto un evento in collaborazione con Sony, in cui i partecipanti hanno prima gareggiato nel gioco Gran Turismo e successivamente su una vera pista per con una Nissan 350Z. Cox ha visto quale velocità è stata raggiunta nelle vere auto da parte dei videogiocatori ed è nata la sua idea di "Gamer to Racer".
Nel 2008, l'idea di Darren Cox si concretizzò con la fondazione della Nissan GT Academy, una joint venture tra Sony e Nissan, che prese il nome dalla nota serie di videogiochi Gran Turismo . E nello stesso anno si svolse la gara inaugurale, con la vittoria dello spagnolo Lucas Ordóñez. Dopo una lodevole prestazione alla 24 Ore di Dubai del 2009, Nissan ha arruolato Ordóñez nella sua squadra corse ufficiale.
Dal 2010 al 2016, la GT Academy ha visto altri 21 vincitori, molti dei quali hanno ottenuto successi in pista come vittorie di campionati e podi anche in gare internazionali, come la 12 Ore di Bathurst del 2015 in Australia.
Nel 2010 la GT Academy era presente in 17 paesi, tra cui Nuova Zelanda e Australia . E nello stesso anno è stato rilasciato al pubblico un DLC per Gran Turismo 5 orientato proprio all'Academy, che costituiva il prerequisito richiesto affinché i partecipanti potessero qualificarsi per il programma. Il DLC è stato scaricato oltre 1,3 milioni di volte durante il suo periodo attivo e nel 2011, la competizione si è estesa agli Stati Uniti, dove Bryan Heitkotter è diventato il primo vincitore della GT Academy al di fuori dell'Europa. La competizione europea del 2011 è iniziata alla 24 Ore di Le Mans, in Francia, dove il vincitore della prima edizione di GT Academy, Lucas Ordoñez, ha fatto il suo debutto. Il 2012 ha visto l'inizio degli eventi dal vivo, che hanno offerto l'accesso alla GT Academy anche a chi non aveva accesso a una console PlayStation 3 o a un gioco Gran Turismo.
Nel 2013, la GT Academy includeva sfide in Europa, Stati Uniti, Germania, Russia, Medio Oriente e Sudafrica, tutte incluse su Gran Turismo 6 . Nel 2014 è stata introdotta una nuova competizione internazionale, ampliando nuovamente GT Academy all'Australia e al Medio Oriente e, per la prima volta, all'India, al Messico e alla Tailandia . La sesta stagione nel 2014 è cresciuta fino a includere competizioni separate per Europa (Francia, Italia, Regno Unito, Spagna, Portogallo, Belgio, Paesi Bassi, Lussemburgo, Russia, Svezia, Polonia e Repubblica Ceca), Germania, Nord America (Stati Uniti e Canada) e un gruppo internazionale (Australia, India, Medio Oriente, Messico e Thailandia). Nella 24 Ore di Dubai del 2015, quattro nuovi vincitori di GT Academy sono arrivati secondi nella classe GT3 Pro-Am e quinti assoluti su 95 vetture, pochi mesi dopo aver vinto le rispettive competizioni GT Academy. Nel 2015 era previsto anche una sessione in Malesia, insieme a nuovi paesi come Giappone e Indonesia.

## Formato
Sviluppato per la televisione dai produttori esecutivi Andrew Hill e Rabin Mukerjea, il concorso comprendeva diverse fasi. I videogiocatori hanno iniziato con gare virtuali sul gioco Gran Turismo di Polyphony Digital per passare poi alle finali nazionali ed infine gareggiare a bordo di vere auto Nissan nel Race Camp. Questa fase prevedeva test e diverse sfide svolte in una settimana con relative eliminazioni. Nel corso di tutte le stagioni del programma, il "Race Camp" si è svolto sul circuito di Silverstone nel Regno Unito, dove veniva incoronato vincitore chi avesse dimostrato il potenziale più elevato nel passaggio da giocatore di Gran Turismo a vero pilota. Il programma di sviluppo dei piloti Nissan è stato incluso per cercare di aiutare i vincitori di GT Academy ad apprendere le competenze necessarie per competere con chi ha anni di esperienza nelle corse automobilistiche. Nel corso di sei stagioni, più di cinque milioni di persone sono entrate in GT Academy tramite il gioco su PlayStation 3. I vincitori della GT Academy che si sono qualificati per competere in gare o serie internazionali sono stati presi in considerazione anche per una potenziale futura carriera agonistica con Nissan come atleta Nismo.

### Requisiti di ingresso
Secondo il sito web di Gran Turismo, la GT Academy richiedeva che i partecipanti avessero almeno 18 anni, fossero in possesso di una patente di guida valida e non avessero mai avuto una licenza di corsa almeno equivalente alla patente di classe A della Motor Sport Association UK. Tutti i concorrenti che arrivavano al Race Camp in una qualsiasi delle precedenti competizioni di GT Academy erano generalmente limitati alla fase di qualificazione online di GT Academy.

### Fase uno: Qualificazione
I giocatori si sono qualificati per la GT Academy tramite il gioco Gran Turismo 6 sulla consolle PlayStation 3. I giocatori nei territori partecipanti hanno effettuato l'accesso con il proprio ID PSN (PlayStation Network) e hanno partecipato al concorso tramite un aggiornamento automatico gratuito del gioco. I giocatori hanno quindi dovuto competere uno contro l'altro per stabilire il tempo sul giro più veloce in 4 round consecutivi, ciascuno con una pista e un veicolo Nissan differenti, prima che il round finale determinasse se il giocatore si fosse qualificato o meno per la fase successiva della GT Academy.
Nissan e PlayStation hanno ospitato gli eventi live per i turni di qualificazione nei territori partecipanti. Questi eventi permettevano a chi non possedeva una consolle PlayStation 3 o una copia del gioco Gran Turismo 6 di partecipare alla competizione su postazioni di gioco allestiti in luoghi pubblici o eventi, come saloni automobilistici e convention di gioco. I giocatori più veloci negli eventi live hanno ottenuto un posto alle finali nazionali.

### Fase due: Finali Nazionali
Grazie alle finali nazionali sono stati identificati i videogiocatori che avevano un potenziale nelle corse reali e hanno determinato la selezione dei migliori concorrenti che sarebbero passati alla fase successiva di GT Academy. Oltre alle prove a cronometro di Gran Turismo 6 in loco, i concorrenti sono stati testati anche sulla guida reale su veicoli Nissan. Inoltre, i giocatori sono stati sottoposti a un test della personalità e a valutazioni regolari della forma fisica, della vista e della salute generale.

### Fase tre: Race Camp
I vincitori delle finali nazionali si sono qualificati al Race Camp, un processo di selezione durato una settimana che ha determinato il vincitore della GT Academy. Con sede presso il circuito di Stowe, in prossimità di quello di Silverstone, nel Regno Unito, il Race Camp ha valutato i concorrenti sia dentro che fuori la pista. I piloti sono stati divisi in gruppi regionali dove hanno gareggiato l'uno contro l'altro e successivamente anche contro altri territori. È stato assegnato loro un giudice, ciascuno esperienza professionale nelle corse automobilistiche, quale tutor e responsabile delle eliminazioni in base a varie sfide. Un ulteriore giudice capo ha inoltre supervisionato le eliminazioni e aveva la responsabilità ultima di nominare il vincitore della GT Academy. L'ultimo giorno, i concorrenti rimanenti - uno per ciascun gruppo - hanno gareggiato uno contro l'altro in una gara in cui sono stati presi in considerazione i risultati della gara e la progressione nel Race Camp.
Tutte le attività si sono svolte all'interno del circuito di Silverstone e in una serie di altre sedi vicine per accogliere numerosi tipi di sfide. In pista, queste includevano sfide di pit-stop, gincane, corse di stock car, sfide nel traffico e altro ancora, con concorrenti che guidavano su buggy, monoposto e auto Caterham, oltre a vere e proprie auto Nissan come la 370Z, Juke, GT-R, Foglia e Pulsar. Le sfide fuori pista in genere prevedevano un percorso d'assalto, triathlon, sfida laser, prove scritte, interviste e altro ancora.

### Fase quattro: programma di sviluppo dei conducenti
I vincitori di GT Academy sono stati invitati a prendere parte al programma di sviluppo dei piloti Nissan. Con sede presso il circuito di Silverstone, nel Regno Unito, il programma prevedeva dai due ai quattro mesi di formazione e gare a livello di club e nazionale con il team Nissan RJN Motorsport della GT Academy per consentire ai piloti di qualificarsi per una licenza di corsa internazionale, un processo che normalmente richiede tre anni. Questo era un requisito per competere in una gara di resistenza internazionale – il premio finale per la maggior parte dei vincitori di GT Academy – che per la maggior parte era stata la 24 Ore di Dubai. Venne utilizzato anche rFactor 2 per l'allenamento.
RJN Motorsport è stato il team di corse dei vincitori della GT Academy per il programma di sviluppo piloti a partire da quando il vincitore inaugurale Lucas Ordoñez ha aggiornato la sua licenza di corsa nazionale B a una licenza di corsa internazionale C dopo 6 fine settimana di gare.
Oltre allo stato atletico della forma fisica, dell'esperienza di guida e della teoria, il programma di sviluppo del pilota includeva anche la formazione nel laboratorio NISMO, dove le apparecchiature tecnologiche includevano la In-Body di Nissan, che analizzava la composizione corporea; un monitor delle onde cerebrali, che allenava la mente a concentrarsi e rilassarsi contemporaneamente; una console BATAK per migliorare sia la visione periferica che i tempi di reazione; un simulatore di corse su qualsiasi pista del mondo; un'imbracatura biometrica combinata con il JukeRide che misuravano i dati biometrici e quelli telemetrici.

## Concorsi
Nel 2015 si sono svolte 3 competizioni della GT Academy divise in base alle macro regioni. Questi erano:
- GT Academy Europa : Francia, Italia, Germania, Regno Unito, Iberia (Spagna, Portogallo), Benelux (Belgio, Paesi Bassi) e CEE (Polonia, Repubblica Ceca, Ungheria)
- GT Academy Asia: Giappone, India, Thailandia, Filippine, Indonesia
- GT Academy International: Stati Uniti, Australia, Messico, Egitto, Marocco, Algeria, Turchia

## Risultati maggiori
La GT Academy ha trasformato i videogiocatori di Gran Turismo in reali piloti da corsa nel corso di pochi mesi e questi stessi atleti hanno gareggiano in competizioni automobilistiche internazionali dal 2009.
Alla 24 Ore di Le Mans, Lucas Ordoñez è arrivato al secondo posto nella categoria LM P2 nel 2011, mentre nel 2013 è arrivato terzo insieme a Jann Mardenborough (vincitore europeo 2011). Nel 2014 Wolfgang Reip ha registrato il primo giro completamente in elettrico del circuito di Le Mans, alla guida della Nissan ZEOD RC.
Nella Blancpain Endurance Series, Jordan Tresson è stato vincitore della classe GT4 nel 2011. Nel 2013 la Coppa Pro-Am è stata vinta dal Nissan GT Academy Team RJN, team formato da Jann Mardenborough, Wolfgang Reip (vincitore europeo 2012), Mark Shulzhitskiy (vincitore Russia 2012), Peter Pyzera (vincitore Germania 2012) e Steve Doherty (vincitore Stati Uniti 2012). Nel 2015, Wolfgang Reip è diventato il vincitore congiunto del Campionato Piloti Pro.
I vincitori della GT Academy hanno gareggiato anche nella 24 Ore di Dubai, nella FIA GT Series, nel FIA World Endurance Championship, nel British GT Championship, nel FIA Formula 3 European Championships, nel British Formula Three Championship, nella TRS Single-Seater Series, nell'IMSA Continental Tire Sports Car Challenge, nel SCCA e nel campionato United SportsCar. Nel 2012 Lucas Ordoñez ha gareggiato alla Petit Le Mans con l'auto da corsa Nissan DeltaWing e nel 2014 ha iniziato a correre nella serie Super GT, classe GT300, con NDDP Racing. Nello stesso anno, Jann Mardenborough iniziò a correre nella serie GP3 con la Arden International e al Motorland Aragon corse per la prima volta in un test della Formula Renault 3.5. Nel 2014 Nissan ha annunciato che gli ex vincitori e finalisti della GT Academy degli Stati Uniti sarebbero stati presi in considerazione per la nuova LM P1 della 24 Ore di Le Mans e per il team del FIA World Endurance Championship.
L'8 febbraio 2015, i diplomati di GT Academy Wolfgang Reip (2012) e Florian Strauss (2013) hanno collaborato con il pilota Super GT Katsumasa Chiyo per gareggiare nella 12 Ore di Bathurst sul famoso circuito di Mount Panorama in Australia . Alla guida di una Nissan GT-R Nismo GT3 per il NISMO Athlete Global Team nella Classe AA, hanno completato 269 giri per ottenere la vittoria assoluta della gara.
I successi di Mardenborough da quando ha vinto la GT Academy lo hanno visto nominato come uno dei 50 atleti più commerciabili al mondo da Sports Pro Media nel 2015.
Nel 2016, Wolfgang Reip è stato il primo e unico laureato a firmare un contratto professionale con un produttore diverso da Nissan poiché ha firmato un contratto con Bentley Motorsport per la Blancpain Endurance Series Cup.
Nel 2016, Nicolas Hammann è diventato il primo diplomato di GT Academy a gareggiare nelle gare di stock car (sia Gran Turismo 5 che Gran Turismo 6 avevano vetture della NASCAR Cup Series), dove ha effettuato due partenze (tutte su percorsi stradali) per Mike Harmon Racing in la serie NASCAR Xfinity . Hammann ha effettuato ulteriori partenze su strada nella serie Xfinity nel 2017 e nel 2019.
| Stagione | Autista                 | Regione               |            |
| -------- | ----------------------- | --------------------- | ---------- |
| 2008     | Lucas Ordónez           | Europa                | [ 13 ]     |
| 2009     | Non tenuto              | Non tenuto            | Non tenuto |
| 2010     | Giordano Tresson        | Europa                | [ 14 ]     |
| 2011     | Jann Mardenborough      | Europa                | [ 15 ]     |
| 2011     | Bryan Heitkotter        | Stati Uniti d'America | [ 16 ]     |
| 2012     | Wolfgang Reip [ fr ]    | Europa                | [ 17 ]     |
| 2012     | Steve Doherty           | Stati Uniti d'America | [ 18 ]     |
| 2012     | Pietro Pizera           | Germania              | [ 19 ]     |
| 2012     | Mark Shulzhitskiy       | Russia                | [ 20 ]     |
| 2013     | Ashley Oldfield         | Africa/Medio Oriente  | [ 21 ]     |
| 2013     | Miguel Faisca           | Europa                | [ 18 ]     |
| 2013     | Nick McMillen           | Stati Uniti d'America | [ 22 ]     |
| 2013     | Florian Strauss         | Germania              | [ 23 ]     |
| 2013     | Stanislav Aksenov       | Russia                | [ 24 ]     |
| 2014     | Gaëtan Paletou [ fr ]   | Europa                | [ 25 ]     |
| 2014     | Nicolas Hammann         | Stati Uniti d'America | [ 26 ]     |
| 2014     | Marc Gassner            | Germania              | [ 27 ]     |
| 2014     | Ricardo Sanchez         | Internazionale        | [ 28 ]     |
| 2014     | Ahmed Bin-Khanen        | Asia                  | [ 29 ]     |
| 2015     | Romain Sarazin          | Europa                | [ 30 ]     |
| 2015     | Matteo Simmons          | Internazionale        | [ 31 ]     |
| 2015     | José Gerardo Policarpio | Asia                  | [ 32 ]     |
| 2016     | Johnny Guindi Hamui     | Internazionale        | [ 33 ]     |

## Media
Nel 2023 un estratto della storia della GT Academy è stato raccontato nel film biografico Gran Turismo basato principalmente sulla storia di Mardenborough.

## Riconoscimenti
- 2013 AUTOSPORT Awards, Pioneering and Innovation Award
- 2012 Festival Internazionale della Creatività di Cannes, Leone di Bronzo, Miglior Utilizzo dei Contenuti Brandizzati
- 2011 Festival Internazionale della Creatività di Cannes, Leone d'Oro, Miglior Utilizzo dei Contenuti Brandizzati
- 2011 'Campaign' magazine Media Awards, Miglior pubblicità sui trasporti
- 2011 'Campaign' magazine Media Awards, Miglior campagna mediatica e di intrattenimento
- 2011 Media Week Awards, migliore campagna internazionale